# Szandra Lajtos
Szandra Lajtos (Seghedino, 22 luglio 1986) è una pattinatrice di short track ungherese.

## Biografia
Ha rappresentato la nazionale ungherese ai Giochi olimpici di Salt Lake City 2002 e Soči 2014.

## Palmarès
- Campionati europei di short track

Krynica-Zdrój 2006: bronzo nella staffetta 3.000 m.;
Heerenveen 2011 argento nella staffetta 3.000 m.;
Mladá Boleslav 2012: bronzo nella staffetta 3.000 m.;
Dordrecht 2015: bronzo nella staffetta 3.000 m.;
- Universiade invernale

Erzurum 2011: bronzo nella staffetta 3.000 m.;